# Lefka Ori
I Lefka Ori (in greco moderno Λευκά Όρη, che significa "Montagne Bianche") o Madàres (Μαδάρες, dal cretese μαδαρός che significa "senza copertura, calvo, spoglio di qualsiasi vegetazione nelle zone di alta montagna") è una catena montuosa situata nella parte occidentale di Creta, nell'unità periferica di La Canea in Grecia. I Lefkà Ori occupano una buona parte della Creta centro-occidentale e sono la caratteristica principale della zona. Sono costituiti prevalentemente da rocce calcaree, dal grigio chiaro al colore bluastro o nero. Dalle montagne scendono verso la costa alcuni lunghi canyon tra i quali sono molto noti le Gole di Agía Iríni e quelle di Samariá.